# Expédition hammadide au Maghreb al-Aqsa
L'expédition hammadide au Maghreb al-Aqsa a eu lieu en l'an 1062. Ayant su que les Almoravides commandés par Youssef Ben Tachfine avaient vaincus les Masmouda, Le sultan hammadide Bologhine ibn Muhammad ibn Hammad décide de lancer une expédition vers l'ouest.

## Contexte historique
L'invasion almoravide du Maroc provoqua les inquiétudes de Bologhine, ce prince énergétique et cruel qui était devenu le plus puissant souverain de l'Afrique septentrionale et avait affirmé son autorité depuis la chute de l'empire ziride à la suite des invasions hilaliennes. Encouragé par le fait que le prince Maghraoua El-Fotouh s'est éloigné de Fès, Le sultan hammadide lance une expédition à la tête d'une puissante armée vers l'ouest. 

## Déroulement
Le sultan hammadide pénétra au Maghreb al-Aqsa s'emparant de Fès. Puis, après être assuré de l'obéissance des habitants, Bologhine prend plusieurs notables de la ville en otage et rentre vers sa capitale, la Kalâa des Béni Hammad.

## Conséquences
La progression almoravide est haltée jusqu'à l'année suivante en 1063 lorsque le prince Maghraouas, Moannecer, successeur d'El-Fotouh, soit défait par les Almoravides à la suite d'une grande bataille contre eux. Moannecer fuit et laissa tomber Fès dans le pouvoir des Almoravides.